# Vinnîkivți, Litîn
Vinnîkivți (în ucraineană Вінниківці) este un sat în comuna Horbivți din raionul Litîn, regiunea Vinnița, Ucraina.

## Demografie
Componența lingvistică a localității Vinnîkivți
     Ucraineană (98,49%)
     Rusă (1,51%)
Conform recensământului din 2001, majoritatea populației localității Vinnîkivți era vorbitoare de ucraineană (98,49%), existând în minoritate și vorbitori de rusă (1,51%).